# Little Rissington
Little Rissington est une paroisse civile et un village du Gloucestershire, en Angleterre.